# Pasquale Fornara

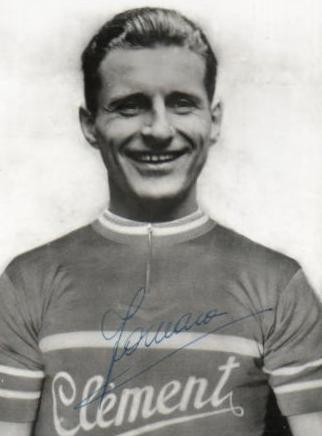
Pasquale Fornara (1955)

Pasquale Fornara (* 29. März 1925 in Borgomanero; † 24. Juli 1990 ebenda) war ein italienischer Radrennfahrer der 1950er Jahre. Mit insgesamt vier Siegen ist er Rekordsieger der Tour de Suisse. Daneben wurde er 1958 Zweiter der Spanienrundfahrt sowie 1953 Dritter des Giro d’Italia.

## Karriere und Erfolge
Pasquale Fornara verdankte seinen Vornamen seinem Geburtstag: Er kam am Ostersonntag 1925 zur Welt.
1949 wurde Fornara Berufsradrennfahrer und gewann in jenem Jahr das Etappenrennen Giro dei Tre Mari. 1950 gewann er mit Milano–Modena sein erstes größeres Rennen. Zwei Jahre später konnte er erste Erfolge bei Rundfahrten erringen: Er gewann erst die 18. Etappe des Giro und einige Wochen später mit zwei Etappensiegen erstmals die Gesamtwertung bei der Tour de Suisse.
1953 konzentrierte sich Fonara auf den Giro d’Italia. Nach einem Etappensieg konnte er die Bergwertung für sich entscheiden und wurde zudem Gesamtdritter, 1954 nahm er dann an den beiden wichtigsten Rundfahrten, dem Giro und der Tour de France, teil. Bei der Tour verpasste er als Vierter um 71 Sekunden einen Podiumsplatz, beim Giro wurde er, wie auch beim WM-Straßenrennen dieses Jahres, Siebter. Zum zweiten Mal gewann er die Tour de Suisse.
1956 gewann er zwar die Tour de Romandie, doch erlebte auch die größte Niederlage seiner Laufbahn. Als Führender seit der 14. Etappe ging er in die letzte Bergetappe des Giro d’Italia, mit über 14 Minuten Vorsprung auf den späteren Sieger Charly Gaul, doch verlor er bereits vor dem Schlussanstieg auf den Monte Bondone mehr als fünf Minuten und damit die virtuelle Führung an den Zweitplatzierten Fiorenzo Magni. Als die Fahrer den Fuß des Anstiegs erreichten, fing es an zu schneien, was sich auf dem Aufstieg bald zu einem Schneesturm steigerte. Fornara suchte Schutz in einem Bauernhaus und schied wie 45 andere der 89 Starter dieses Tages aus.
1957 konnte er erneut die Schweizrundfahrt gewinnen und sich auch in Giro und Vuelta als jeweils Achter in den Top Ten platzieren, und 1958 gewann er letztmals die Tour de Suisse. 1959 gewann er gemeinsam mit Pierre Brun den Bahnwettbewerb Prix Dupré-Lapize.